# Thipakorn Thitathan
Thipakorn Thitathan (ฐิภากร ฐิตะฐาน; nascido em 21 de março de 2002), conhecido pelo apelido de Ohm (โอม) é um ator e modelo tailandês. Ele é mais conhecido por seus papéis em Last Twilight (2023), Kidnap (2024) e Sweet Tooth, Good Dentist (2025).

## Início da vida e educação
Ohm nasceu na Tailândia em 21 de março de 2002. Ele era tambor-mor na Triam Udom Suksa School. Após a formatura, ele ingressou no Programa Internacional de Design e Arquitetura da Universidade de Chulalongkorn.

## Carreira
Em 2023, Ohm foi contratado como artista pela agência de produção e talentos GMMTV. Nesse mesmo ano, ele fez sua estreia como ator na televisão como Zo, personagem coadjuvante na série A Boss and a Babe, e depois, estrelou como August, um jogador de badmínton e antigo interesse amoroso de Day (Tawinan Anukoolprasert) na série Last Twilight. Em 2024, estrelou como Men, irmão mais novo do protagonista Min (Pawat Chittsawangdee) na série Kidnap.
Em 2025, Ohm conseguiu seu primeiro papel principal como Sant na série Sweet Tooth, Good Dentist ao lado de Pakin Kuna-anuvit (Mark).

## Filmografia

### Televisão
| Ano  | Título                    | Personagem       | Notas            | Canal  |
| ---- | ------------------------- | ---------------- | ---------------- | ------ |
| 2023 | A Boss and a Babe         | Zo               | Papel recorrente | GMM 25 |
| 2023 | Our Skyy 2                | Zo               | Papel recorrente | GMM 25 |
| 2023 | Last Twilight             | August           | Papel recorrente | GMM 25 |
| 2024 | Kidnap                    | Men Athiphat     | Papel recorrente | GMM 25 |
| 2025 | Sweet Tooth, Good Dentist | Croissant/"Sant" | Papel principal  | GMM 25 |
| TBA  | Dare You to Death         | Jay              | Papel recorrente | GMM 25 |